# 布赖恩·迪格比
布赖恩·迪格比（英語：Brian Digby，？—），澳大利亚男子赛艇运动员。他曾代表澳大利亚参加1986年英联邦运动会赛艇比赛，获得男子轻量级四人单桨无舵手银牌。